# Джалилов, Алишер Лутфуллоевич
Алише́р Лутфулло́евич Джали́лов (тадж. Алишер Ҷалилов, род. 29 августа 1993) — таджикский и российский футболист, атакующий полузащитник клуба «Истиклол» и сборной Таджикистана.

## Биография
Алишер Джалилов — уроженец Таджикистана, родился в селе Латахорак рядом с Душанбе. Воспитанник таджикского клуба «Алмасы» из Душанбе. В 2004 году переехал в Москву. С тех пор занимался в ДЮСШ «Локомотив» Москва. В 2009 году перешёл в молодёжную команду казанского «Рубина».
18 июня 2011 года дебютировал за основной состав в гостевом матче против «Ростова». Он вышел на замену на 90-й минуте матча, результативными действиями отметиться не успел.
В 2012 году был отдан в аренду в нижнекамский «Нефтехимик», провёл за клуб 28 матчей, забил 2 гола. Был признан лучшим молодым игроком ФНЛ сезона 2012/13.
Летом 2013 года вернулся в казанский «Рубин» и уже во 2-м туре чемпионате России вышел на замену на 66 минуте.
12 июня 2017 года подписал двухлетний контракт с калининградским клубом «Балтика».
В декабре 2021 года, выступая за таджикский «Истиклол», Джалилов был объявлен игроком года в Таджикистане. Ранее эту награду он получал в 2019 году.
В январе 2022 года Алишер подписал контракт с узбекским «АГМК».
В начале 2023 года Алишер Джалилов вернулся в «Истиклол».

## Достижения
- Обладатель Суперкубка Таджикистана: 2020